# Louis Aniweta
Louis Aniweta Ifeanychukwu (Onitsha, 10 luglio 1984) è un ex calciatore ruandese, di ruolo centrocampista.

## Carriera

### Club
Ha giocato nella massima serie indiana e in quella cipriota.

### Nazionale
Tra il 2009 e il 2010 ha giocato 4 partite con la nazionale ruandese.

## Statistiche

### Cronologia presenze e reti in nazionale
| Cronologia completa delle presenze e delle reti in nazionale ― Ruanda | Cronologia completa delle presenze e delle reti in nazionale ― Ruanda | Cronologia completa delle presenze e delle reti in nazionale ― Ruanda | Cronologia completa delle presenze e delle reti in nazionale ― Ruanda | Cronologia completa delle presenze e delle reti in nazionale ― Ruanda | Cronologia completa delle presenze e delle reti in nazionale ― Ruanda | Cronologia completa delle presenze e delle reti in nazionale ― Ruanda | Cronologia completa delle presenze e delle reti in nazionale ― Ruanda |
| Data                                                                  | Città                                                                 | In casa                                                               | Risultato                                                             | Ospiti                                                                | Competizione                                                          | Reti                                                                  | Note                                                                  |
| --------------------------------------------------------------------- | --------------------------------------------------------------------- | --------------------------------------------------------------------- | --------------------------------------------------------------------- | --------------------------------------------------------------------- | --------------------------------------------------------------------- | --------------------------------------------------------------------- | --------------------------------------------------------------------- |
| 5-9-2009                                                              | Kigali                                                                | Ruanda                                                                | 0 – 1                                                                 | Egitto                                                                | Qual. Mondiali 2010                                                   | -                                                                     | 53’ 79’                                                               |
| 11-10-2009                                                            | Blida                                                                 | Algeria                                                               | 3 – 1                                                                 | Ruanda                                                                | Qual. Mondiali 2010                                                   | -                                                                     |                                                                       |
| 14-11-2009                                                            | Kigali                                                                | Ruanda                                                                | 0 – 0                                                                 | Zambia                                                                | Qual. Mondiali 2010                                                   | -                                                                     | 91’                                                                   |
| 4-9-2010                                                              | Abidjan                                                               | Costa d'Avorio                                                        | 3 – 0                                                                 | Ruanda                                                                | Qual. Coppa d'Africa 2012                                             | -                                                                     | 46’                                                                   |
| Totale                                                                |                                                                       | Presenze                                                              | 4                                                                     |                                                                       | Reti                                                                  | 0                                                                     |                                                                       |